# While Wifey Is Away
While Wifey Is Away est un film muet américain réalisé par Fred Huntley et sorti en 1914.

## Fiche technique
- Réalisation : Fred Huntley
- Scénario : Edwin R. Coffin
- Production : William Nicholas Selig
- Date de sortie : États-Unis : 25 mars 1914

## Distribution
- Harold Lockwood : Mr. Dodd
- Mabel Van Buren : Mrs Dodd
- Henry Otto : Mr. Smith
- George Hernandez : Mr. Jones
- Philo McCullough : Docteur Goodsport
- Count Alberti : Mr. Foster
- Lillian Hayward : Mrs Smith
- Lea Errol : Mrs Jones
- Mrs J.W. Wade : Mrs Foster